# Fuldatalbrücke Kragenhof (1855)
Die Fuldatalbrücke Kragenhof von 1855, auch als Kragenhofbrücke bezeichnet, ist eine denkmalgeschützte Eisenbahnbrücke, die an der Landesgrenze zwischen Hessen und Niedersachsen beim Gut Kragenhof über die Fulda führt. Sie ist nicht zu verwechseln mit der benachbart verlaufenden Fuldatalbrücke Kragenhof, einem Eisenbahnüberführungsbauwerk der Schnellfahrstrecke Hannover–Würzburg. Die Kragenhofbrücke wurde 1855 als Steinbogenbrücke im Zuge der Hannöverschen Südbahn fertiggestellt. Die gegen Ende des Zweiten Weltkriegs gesprengte Rundbogenbrücke wurde 1949 in vereinfachter Form einer Fachwerkbrücke wiederhergestellt.

## Beschreibung
Der Bau der 167 Meter langen, 30 Meter hohen und neun Meter breiten Brücke aus Sandsteinquadern dauerte von 1852 bis 1855. Die Brücke hatte fünf Rundbögen mit einer lichten Weite von jeweils 21 Meter. Über sie führten zwei Bahngleise. Das Bauwerk wies zeittypische Architekturelemente auf, wie Archivolten in den Gewölbebögen, Brückenaugen an den Pfeilern und eine Balustrade mit Brüstungspfeilern, ein Rundbogenfries mit profiliertem Deckgesims. Ob die geplanten turmähnlichen Aufbauten im Bereich der Brückenwiderlager zur Ausführung kamen, ist nicht bekannt.
Die landschaftsprägende Brücke zählte zu den bedeutendsten Kunstbauten im damaligen Königreich Hannover. Sie war die größte massive Eisenbahnbrücke der hannoverschen Bahnen vor der 14 km nordöstlich gelegenen Werratalbrücke Münden.

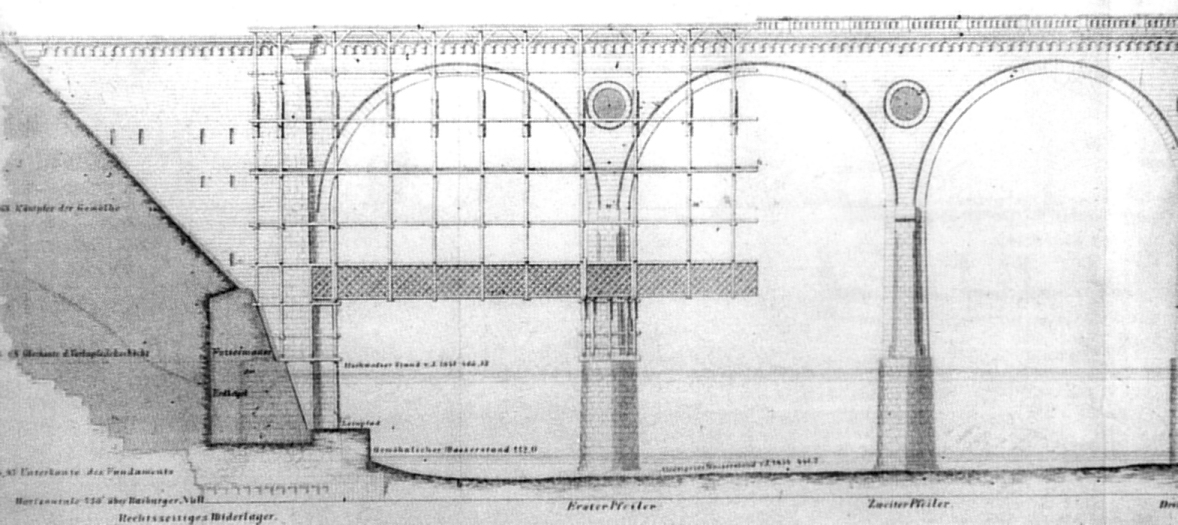
Bauzeichnung mit Gerüst
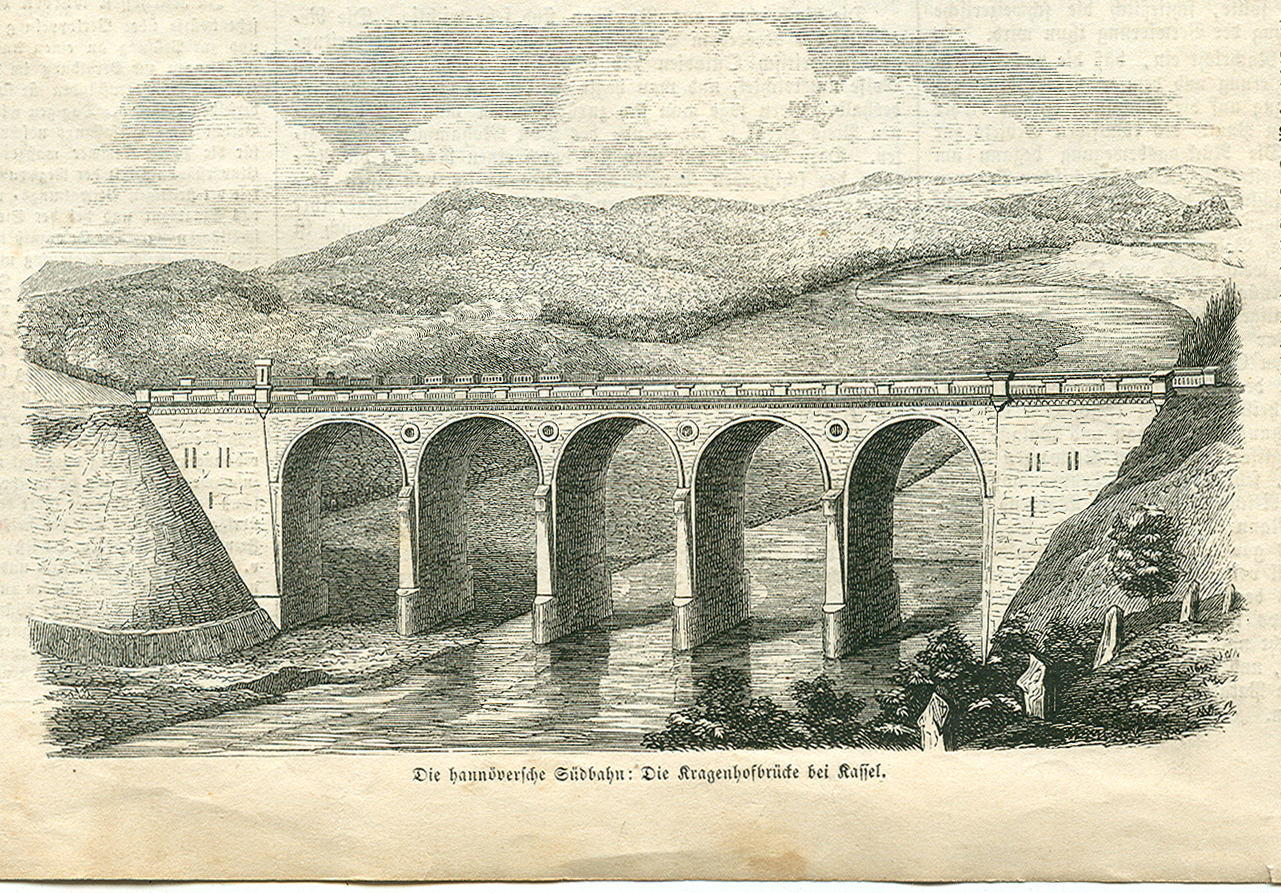
Die ursprüngliche Steinbogenbrücke von 1855

## Sprengung und Wiederherstellung

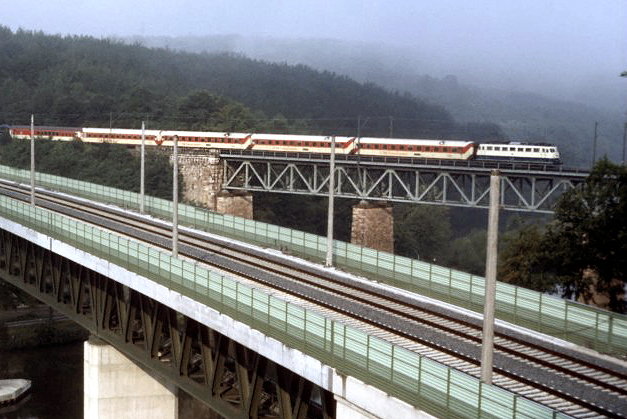
Im Vordergrund die neue Fuldatalbrücke Kragenhof, dahinter die alte Fuldatalbrücke Kragenhof von 1855

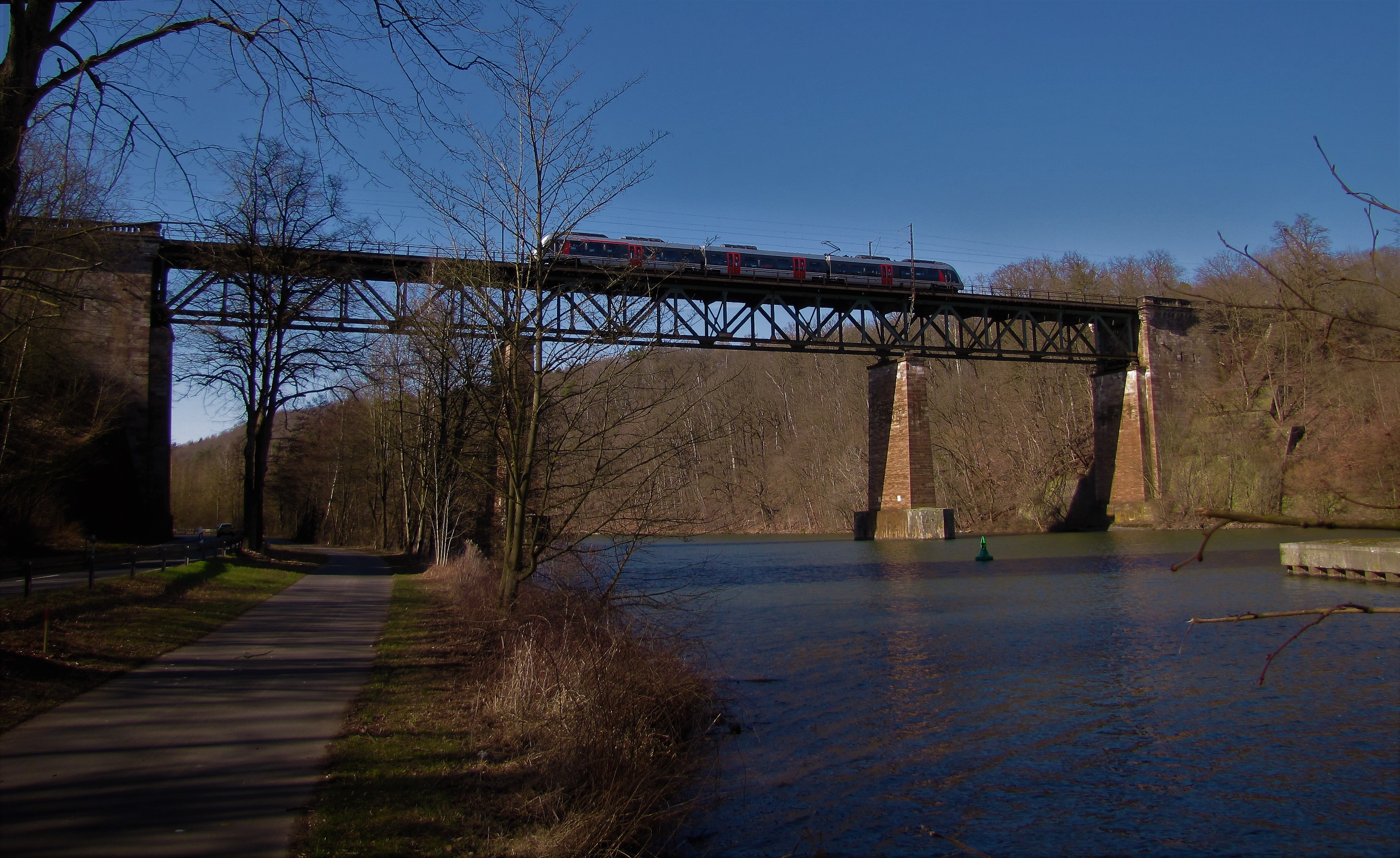

Gegen Ende des Zweiten Weltkriegs sprengten deutsche Truppen im April 1945 die Fuldatalbrücke, um den Vormarsch von US-amerikanischen Truppen zu verhindern. Im August 1945 bauten US-Truppen auf den vorhandenen Pfeilerresten des alten Bauwerkes eine stählerne Behelfsbrücke, die bis 1947 in Betrieb war. Von 1947 bis 1949 wurde die Brücke bei Nutzung der Brückenwiderlager ohne die Bögen wiederhergestellt. Dabei wurde eine standardisierte Fachwerkbrücke des Typs Schaper-Krupp-Reichsbahnbrücke als Dauerbehelf eingebaut. Als Auflage dienen zwei aus Stahlbeton mit Sandsteinverblendung errichtete Brückenpfeiler. Die Brücke wurde zweigleisig wiederhergestellt, jedoch nur noch 27 Meter hoch. 1991 wurde die Brücke als Baudenkmal unter Schutz gestellt.